# کالوگرووو (استان خاسکوو)
کالوگرووو (به بلغاری: Kalugerovo) یک منطقهٔ مسکونی در بلغارستان است که در شهرستان سیمئونوفگراد واقع شده‌است.